# Médière
Médière település Franciaországban, Doubs megyében. Lakosainak száma 282 fő (2022. január 1.). Médière Onans, La Prétière és L’Isle-sur-le-Doubs községekkel határos.

## Népesség
A település népességének változása:
| Lakosok száma | 313  | 305  | 327  | 328  | 323  | 302  | 284  | 275  | 277  | 282  |
|               | 1968 | 1982 | 1990 | 2006 | 2013 | 2015 | 2017 | 2019 | 2020 | 2022 |